# Domus Flavia

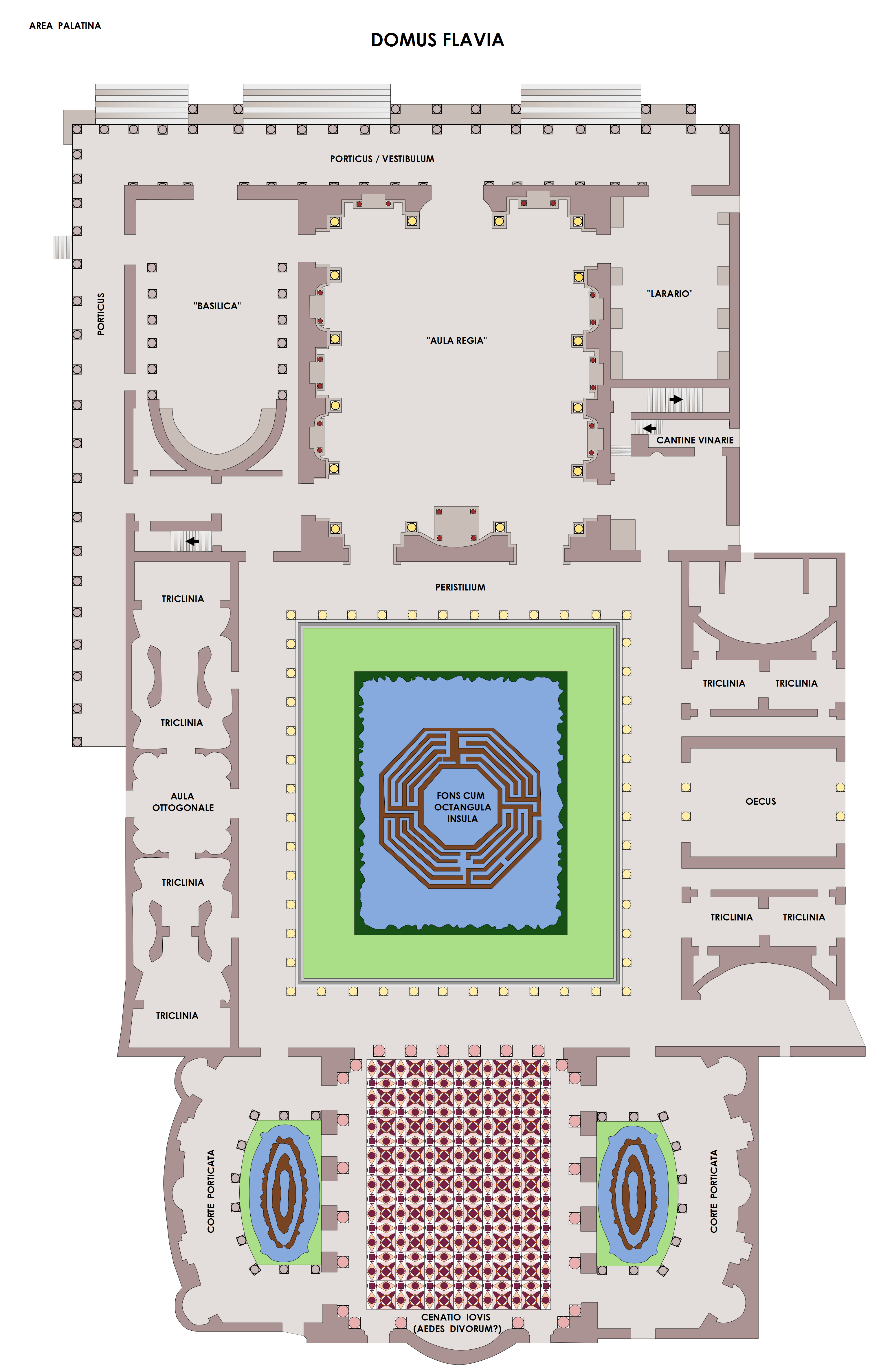
Plan de la Domus Flavia.

La Domus Flavia ou Palais des Flaviens est, avec la Domus Augustana et le Stadium, l’un des trois édifices composant l’immense Palais de Domitien ou Palais impérial de Rome. Il fut achevé en 92 sous l’empereur Domitien (r. 81 – 96), dernier représentant de la dynastie des Flaviens ; on en attribue la conception à l’architecte en chef de Domitien, Rabirius. Il fut bâti sur l’emplacement de l’ancien palais de Néron dont il conserva une partie du plan. Avec de modestes transformations, le palais devait être utilisé jusqu’à la fin de l’empire. Tombé en ruines à partir du VIe siècle, l’ensemble du palais impérial fut redécouvert lors de fouilles archéologiques à partir du XVIe siècle, mais surtout de la fin du XIXe siècle et au XXe siècle.
Le nom de Domus Flavia, de même que celui des différentes salles du palais, est le fait des archéologues qui ont participé à ces fouilles et n’était donc pas utilisé à l’époque romaine.

## Description générale
Situé au nord-ouest de l’ensemble composant le palais impérial de Rome, la Domus Flavia comprenait les appartements de représentation où se tenaient audiences, réceptions et banquets. Elle jouxtait les appartements privés de l’empereur, ou Domus Augustana, nom servant également à désigner l’ensemble du palais . À l’ouest était située l’Area Apollinis (le Temple d’Apollon palatin et sa bibliothèque) et, en contrebas, le circus Maximus (le Grand cirque).

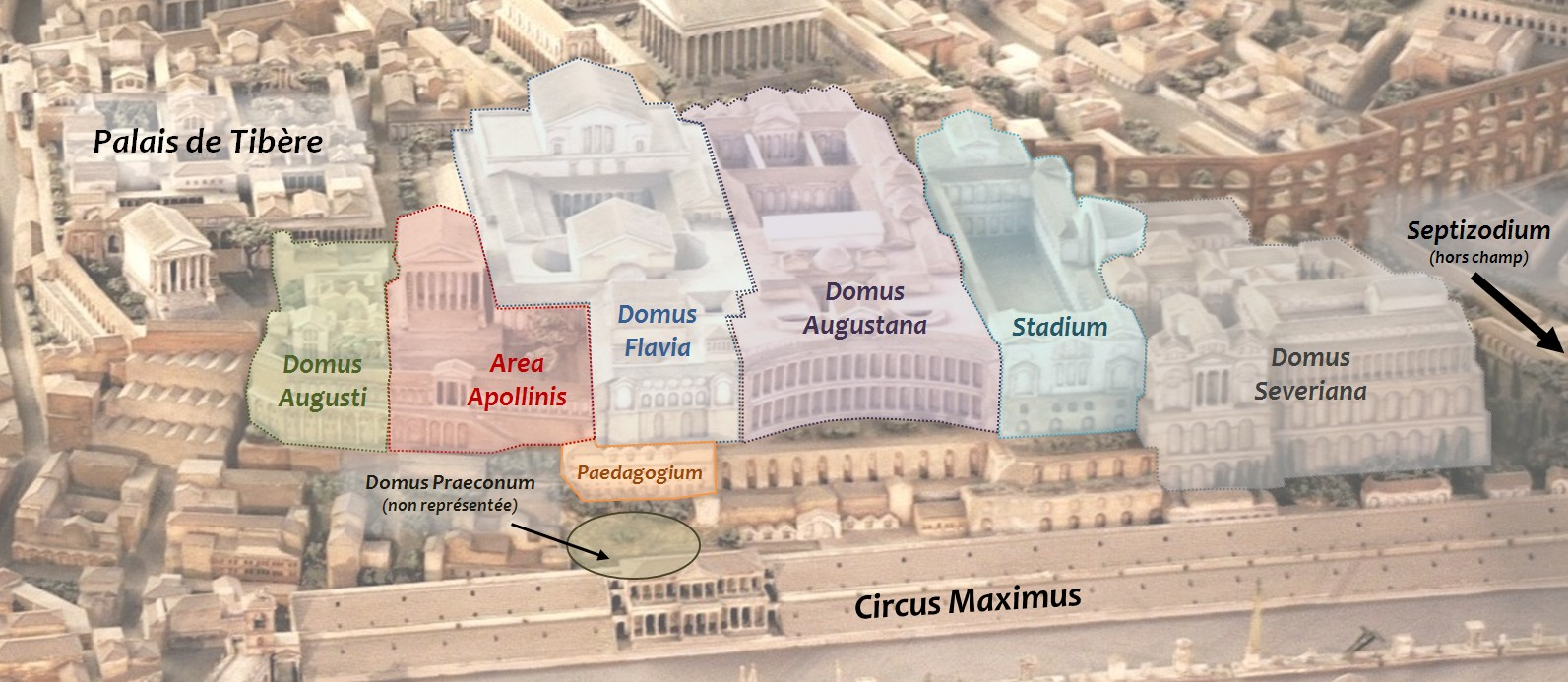
Le Palatin sur la maquette d'Italo Gismondi. Les différentes sections du palais impérial sont représentées en différentes couleurs.

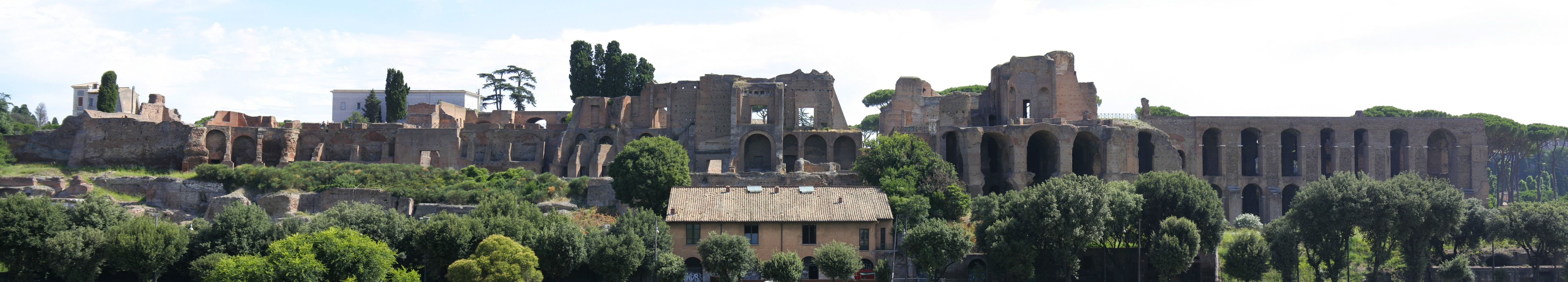
Panorama des ruines du Palatin vues depuis l'Aventin. À gauche, les vestiges de la grande exèdre de la Domus Augustana, au centre la façade du Stadium et à droite les vestiges de la structure de soutènement de la Domus Severiana.

Les diverses salles de la Domus Flavia, remarquables par leur hauteur, se répartissaient autour d’un vaste péristyle dont le centre était occupé par un bassin octogonal dans lequel  une île formait un labyrinthe. Au nord se trouvaient les salles où l’empereur recevait divers hommages, ainsi que les salles destinées aux audiences et aux réunions du conseil, au sud celles servant aux réceptions officielles. L’ensemble était d’une telle splendeur que le poète Stace, contemporain de Domitien, décrit ainsi le palais :

« Impressionnant et vaste est cet édifice qui se démarque non par une centaine de colonnes, mais par autant que pourraient en supporter les dieux et le ciel si Atlas était renvoyé. Le palais du dieu de la Foudre juste à côté ne peut que l’admirer et les dieux se réjouissent qu’il vous soit donné d’habiter une telle demeure […]; tant sa structure que la courbe de ses salles éloignées s’étendent sur une surface plus vaste encore qu’une plaine dans la nature, embrassant une bonne partie du ciel et à peine moindre que le maitre de celui-ci (Statius, « Silvae », IV, 2.). »

## Porticus/Vestibulum
La façade nord de l’édifice était constituée par un portique fait de colonnes de marbre de Corinthe courant sur toute la façade qui donnait sur la voie menant au Forum et se prolongeait du côté ouest de l’édifice. L’entrée principale du palais semble avoir été située à l’extrémité est de ce portique (Clivus Palatinus) et desservait à la fois les appartements publics (Domus Flavia) et les appartements privés (Domus Augustana) de l’empereur.

## Lararium
Une fois franchie l’entrée, on pénétrait dans une salle que les archéologues du XVIIIe siècle avaient appelée Lararium, croyant qu’il s’agissait d’un sanctuaire aux dieux Lares, protecteurs du foyer. En fait, il devait plutôt s’agir d’un endroit affecté à un détachement de la garde prétorienne qui pouvait ainsi contrôler l’entrée des visiteurs se  présentant au palais par cette entrée. Derrière le Lararium avait existé un escalier permettant l’accès à la Domus Augustana sous lequel on a mis au jour une partie de la Maison des Griffons et dont la magnifique décoration se trouve à l’Antiquarium.

## Aula Regia
Depuis le Lararium, en se dirigeant vers l'ouest, on entrait dans une grande salle, appelée Aula Regia, imposante salle d’audience où l’empereur recevait les ambassades et tenait des réceptions officielles. Sur le mur nord une porte unique donnait accès au portique où l’empereur recevait la traditionnelle cérémonie matinale de la salutatio. Au sud se trouvait une abside contenant le trône impérial utilisé lors des audiences solennelles. De chaque côté de l’abside des portes donnaient accès au péristyle. 
Les murs devaient avoir une hauteur de quelque trente mètres du sol au plafond dont la toiture en pente était soutenue par des poutres de vingt-six mètres importées probablement du Liban, cachées par un plafond à caisson . Ces murs étaient couverts de marbre veiné exotique et percés de huit niches contenant de gigantesques statues séparées par des colonnes de marbre de Phrygie et surmontées d’une élégante frise sculptée. Au cours d’excavations au XVIIIe siècle, on a retrouvé deux énormes statues en « pierre de Bekken » venant de  l’Ouadi Hammamat en Égypte et représentant Hercule et Bacchus, qui font maintenant partie de la collection Farnèse du Musée archéologique de Parme.

## Basilica
L’Aula Regia était flanquée au nord-ouest par une salle plus étroite, mais aussi longue, et qui a été baptisée Basilica parce que son plan ressemblait à celui des basiliques civiles  apparu à Rome et en Italie au IIe siècle av. J.-C.. On pense que c'est dans cette pièce que l'empereur réunissait ses conseillers pour prendre les décisions politiques et administratives concernant l'Empire. Une double rangée de colonnes divisait la salle en trois ailes. La nef centrale se terminait par une abside assez profonde. De part et d'autre, des passages permettaient d'accéder au péristyle extérieur.

## Péristyle
Soit directement à partir de la Basilica et des portes latérales de l’Aula Regia, soit indirectement par l’entrée située dans le prolongement ouest du portique, on accédait d’abord à une salle appelée Aula ottogonale flanquée de deux tricliniums, salles de réception ou salles à manger comportant une table et des lits de banquets. Au milieu se trouvait le péristyle, centre géographique du complexe, occupé presque entièrement par un bassin dans lequel   une île octogonale formait un labyrinthe dont les composantes étaient séparées par des canaux et des fontaines. Du côté est se trouvaient deux autres triclinums et une oecus, pièce traditionnelle des villas romaines équivalant à un salon en raison de sa taille et de sa décoration soignée.
Les colonnes de ce péristyle étaient faites de marbre de Numidie et supportaient un entablement sculpté sous le toit.

## Cenatio

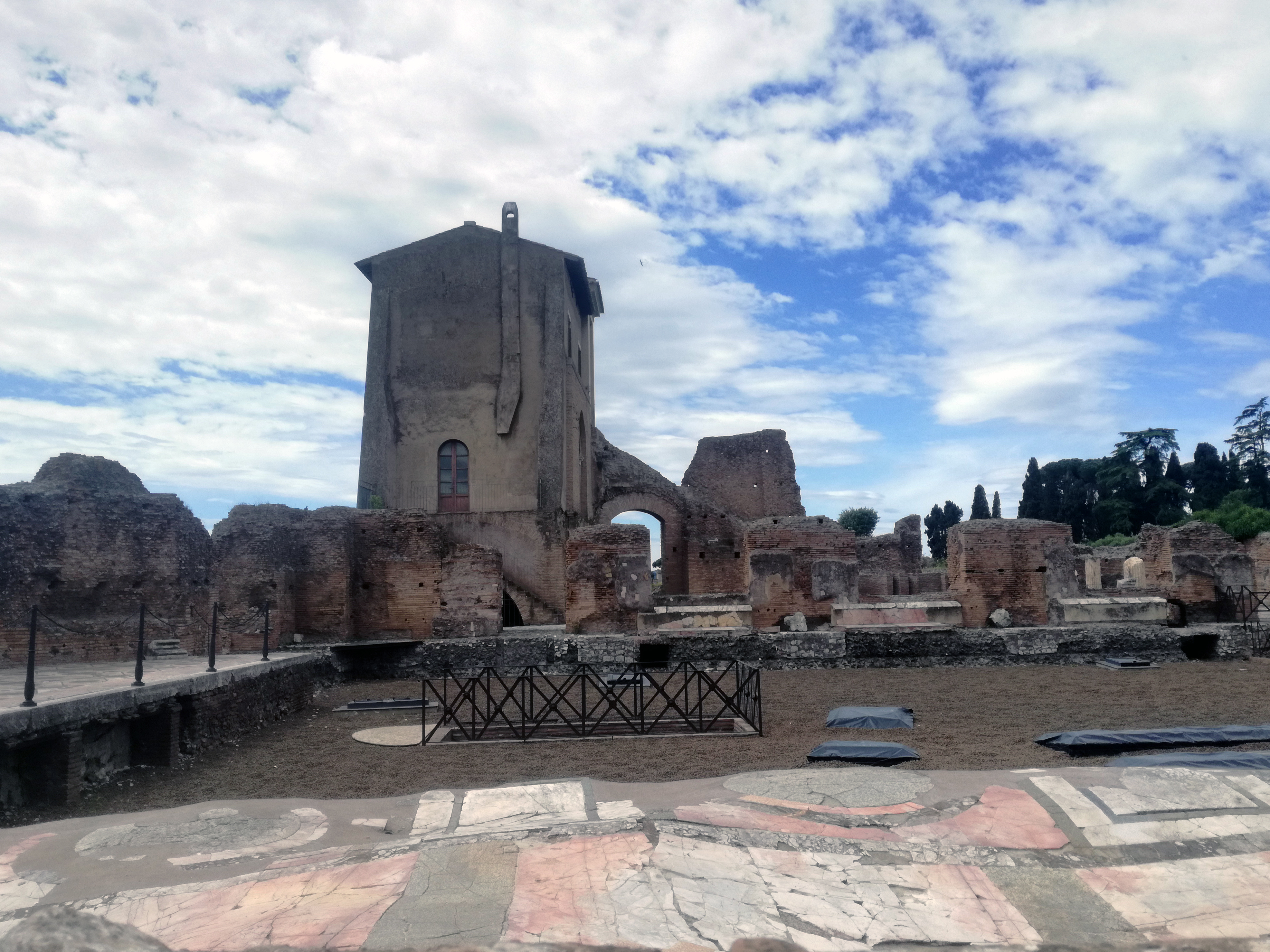
Plancher de marbre de la Cenatio.

Deuxième plus grande pièce de l’ensemble, la Cenatio ou salle des banquets était, comme l’Aula Regia richement décorée avec plusieurs paliers de colonnes faites de marbres exotiques et supportant une frise. De cet endroit, les invités pouvaient voir par des fenêtres tant le lac artificiel du péristyle que les deux cours intérieures latérales également pourvues de fontaines en marbre jaune de Numidie. Côté sud de cette salle se trouvait une abside et deux passages donnant accès à la bibliothèque du temple d’Apollon. Le plancher était fait de marbre datant du début du IVe siècle, quoique l’hypocauste  situé au-dessous date du temps d’Hadrien. La présence d’un tel système de chauffage indique que la pièce devait servir de salle de banquet l’hiver ; on l’a identifiée avec la Cenatio Iovis que mentionnent des sources anciennes.
La Cenatio remplaçait deux versions précédentes construites sous Néron et faisant partie de son palais. La première, celle de la Domus Transitoria, ayant été détruite par le grand incendie de 64, fut remplacée par celle de la Domus Aurea. Sa configuration est similaire à celle du plancher supérieur. L’une et l’autre sont demeurées pratiquement intactes sous la version ultérieure . De même, les élégants sols de marbre des fontaines datent de l’époque de Néron. Ils sont ornés de magnifiques entrelacs de fleurs et de plantes grimpantes composées par des incrustations de marbre de Porphyre rouge et vert, du marbre de Numidie jaune et rouge et du marbre de Phrygie blanc et jaune. Les bordures des panneaux sont faites de marbre de Chios rose-gris enchâssé dans du marbre vert de Porphyre.

## Galerie

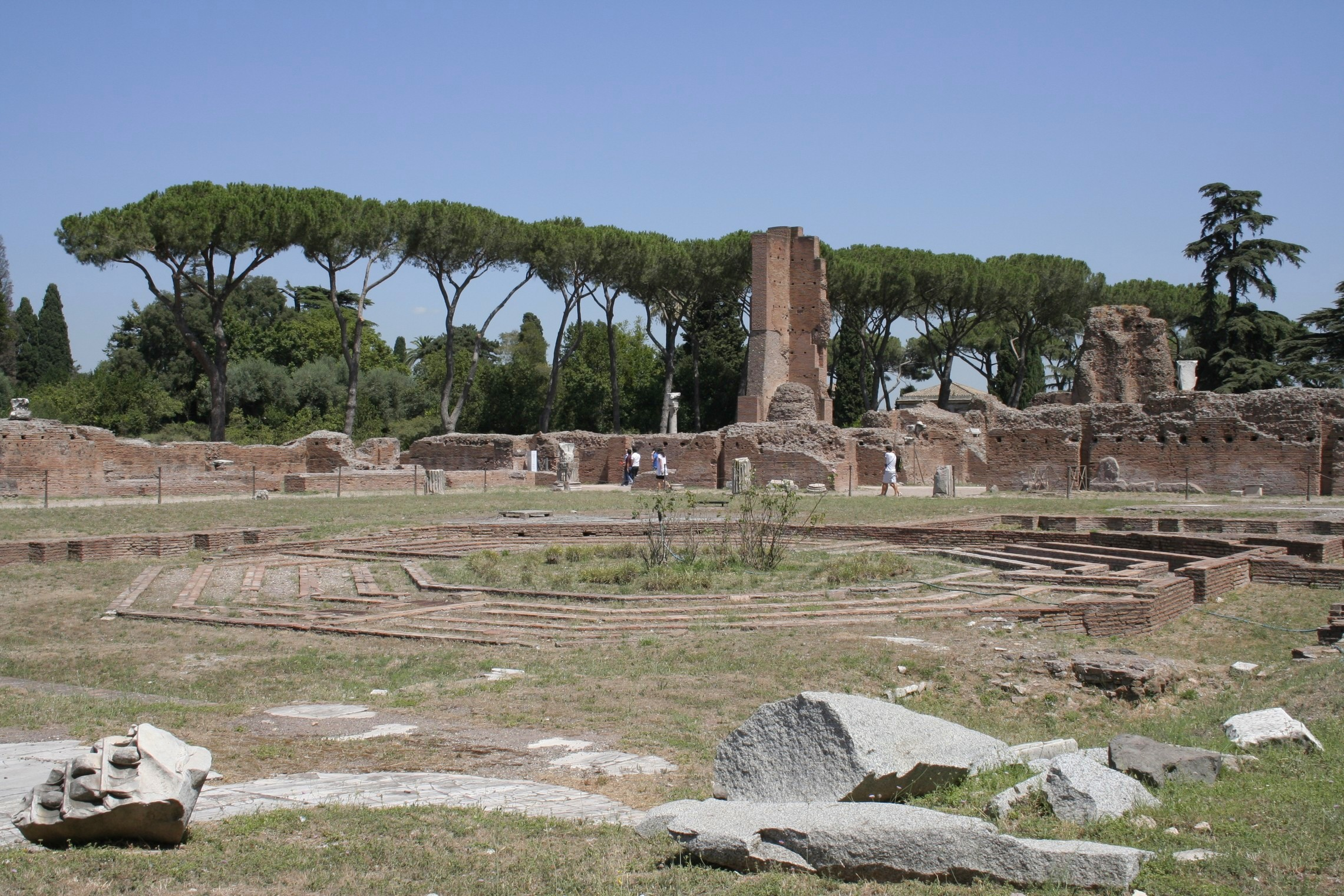
Partie nord de la Domus Flavia. Au premier plan, le péristyle central avec le bassin octogonal. Au fond, les vestiges des murs appartiennent à l’Aula Regia et aux salles latérales.
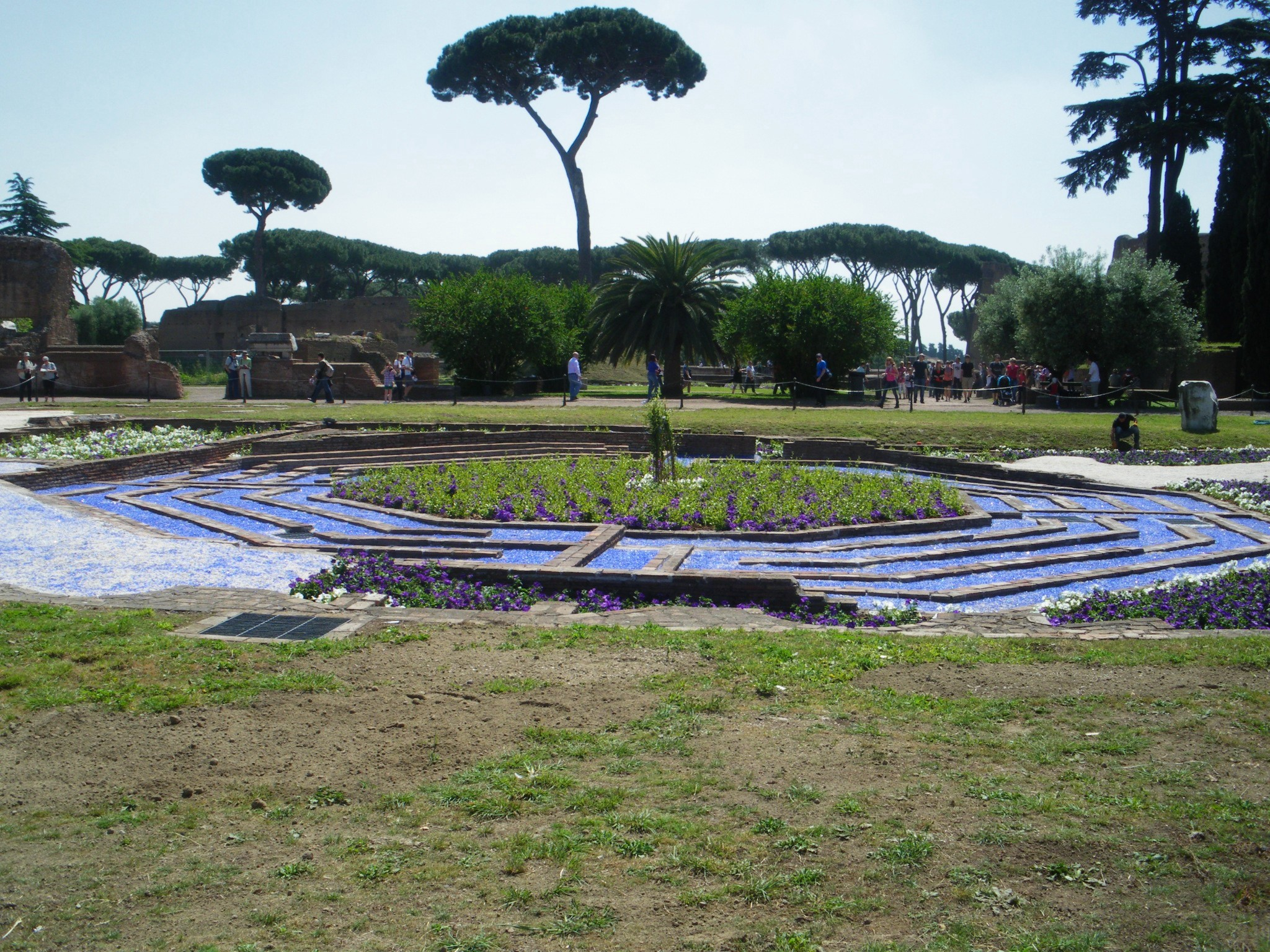
Bassin octogonal.
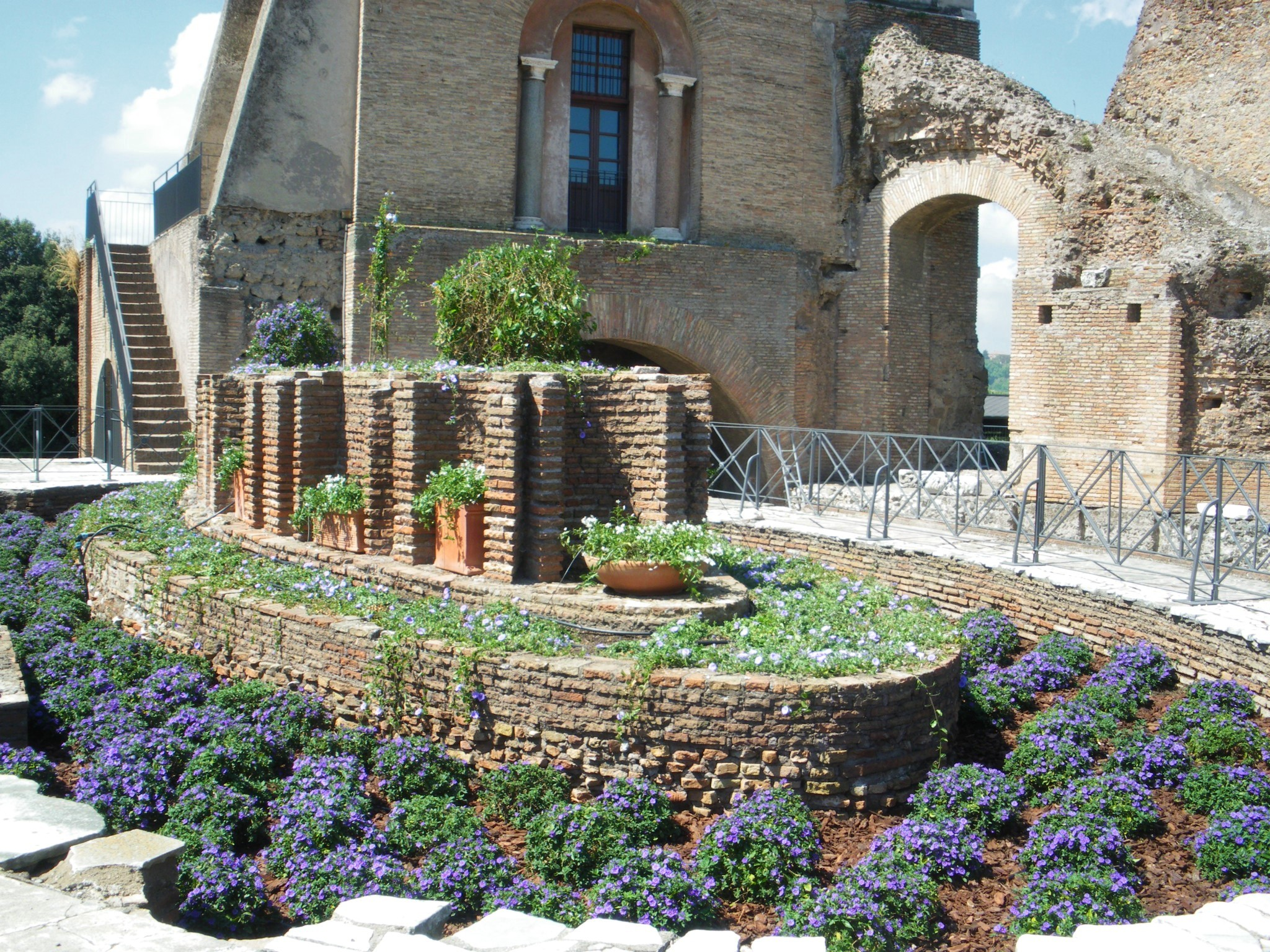
Vestiges d'une fontaine ovale des pièces latérales de la Cenatio.
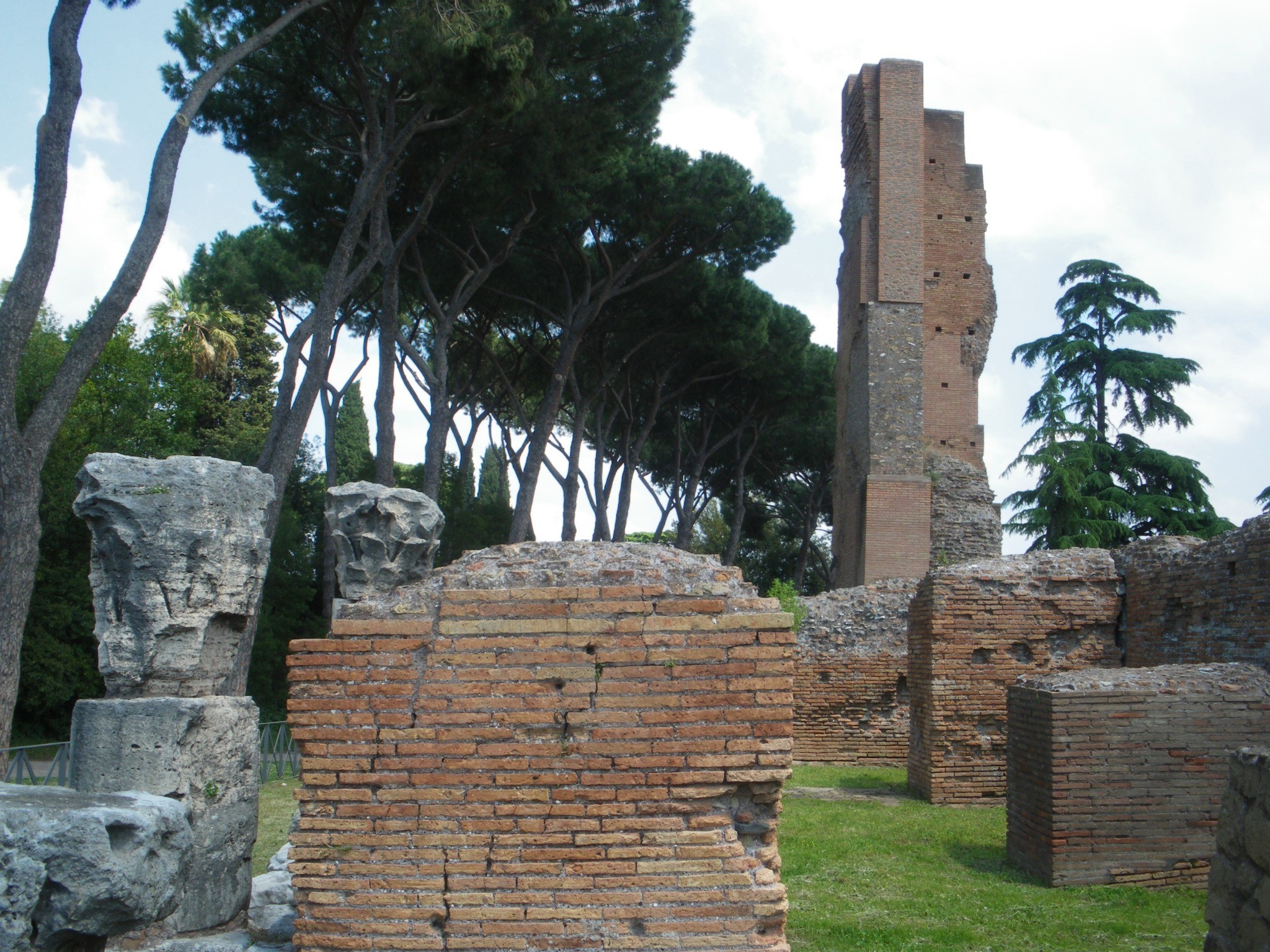
Vestiges de la Basilica.
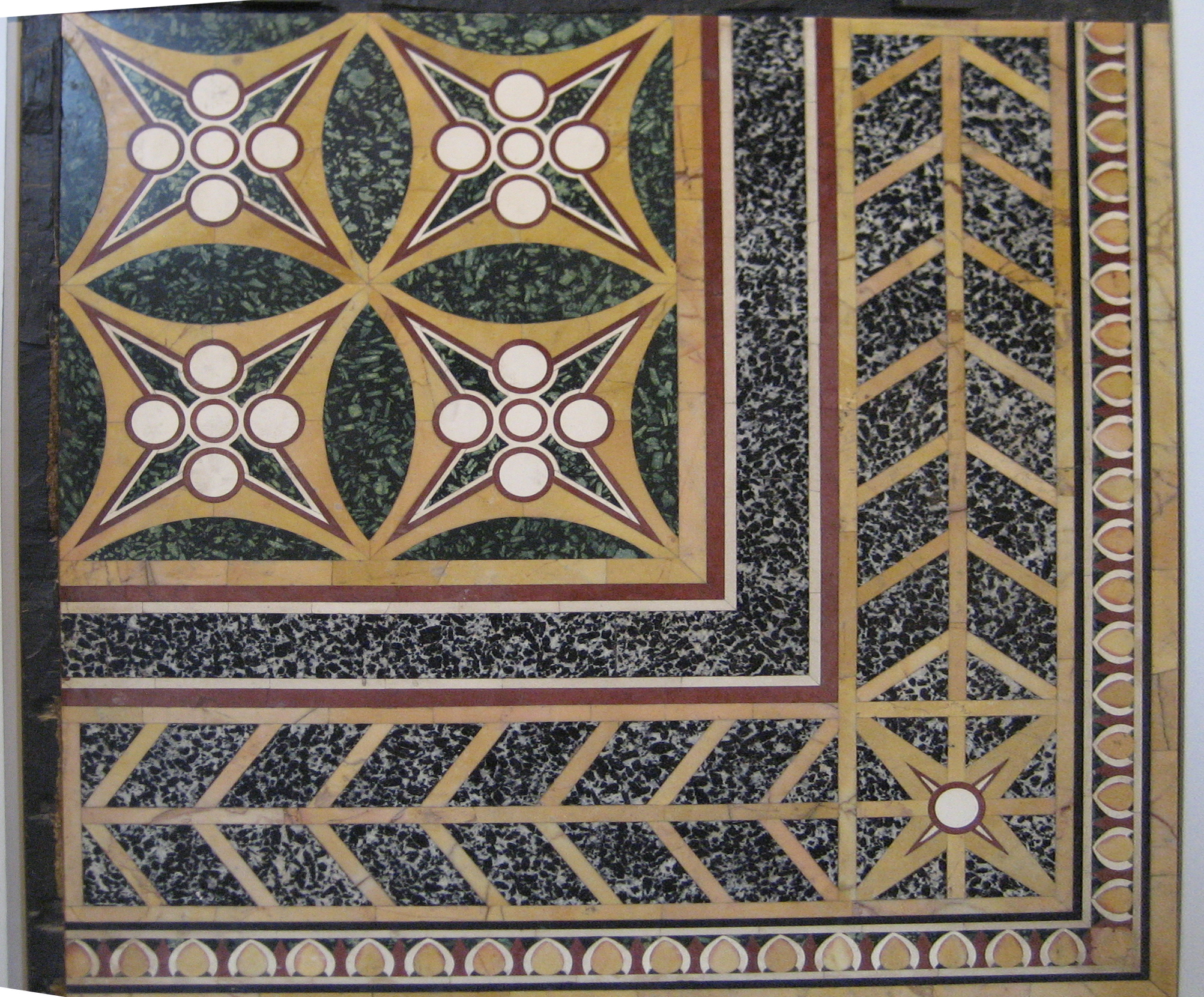
Opus sectile venant de la Cenatio de la Domus Aurea de Néron.

### Sources primaires
- Statius. Silvae IV. K.M. Coleman (ed & trans). Oxford, Clarendon Press, 1988.  (ISBN 978-0192880031).

### Sources secondaires
- (en) The Cambridge Ancient History. vol. XI. Cambridge, Cambridge University Press, 2000.  (ISBN 978-1-139-05439-3).

- (en) Claridge, Amanda. Rome. An Oxford Archaeological Guide. London, Oxford Paperback, 1988.  (ISBN 0-19-288003-9).

- (en) Coareli, Filippo. Rome and Environs: An Archaeological Guide. University of California Press, 2014.

- (fr) Collectif. « Rome et ses palais », Dossiers de l'Archéologie, no 336, 2009.

- (en) Darwall-Smith, Robin Haydon. Emperors and Architecture: A Study of Flavian Rome. Brussels, Latomus Revue d’Études byzantines, 1996.

- (fr) Deglane, Henri-Adolphe-Auguste, « Le Stade du Palatin », Mélanges d'archéologie et d'histoire, t. 9, 1889, p. 184-229 (lire en ligne [archive])

- (fr) Gros, Pierre. L'architecture romaine : Tome 2 - Maisons, palais, villas et tombeaux, Paris, Picard, 2001.  (ISBN 2-7084-0533-0).

- (en) La Regina, Adriano. Archaeological Guide to Rome, Electa, 2005.  (ISBN 88-435-8366-2).

- (en) Platner, Samuel Ball & Ashby, Thomas. A Topographical Dictionary of Ancient Rome. Oxford, Oxford University Press, 1929.

- (en) Robathan, Dorothy M. « Domitian’s Midas-Touch”. Transactions and Proceedings of the American Philological Association, 73, 1942. pp. 130-144.

- (fr) Royo, M. « Le Palatium du IIe siècle au Ve siècle» (dans) Dossiers de l'Archéologie, 2009.